# (12238) Actor
(12238) Actor – planetoida z grupy trojańczyków okrążająca Słońce w ciągu 11,76 lat w średniej odległości 5,17 j.a. Odkryli ją Eric Elst i Guido Pizarro 17 grudnia 1987 roku w Obserwatorium La Silla. Nazwa planetoidy pochodzi od mitologicznego Aktora, domniemanego ojca Kteatosa i Eurytosa – greckich wojowników, którzy pokonali Nestora w wyścigu rydwanów.